# Tour du Finistère 2019
Il Tour du Finistère 2019, trentaquattresima edizione della corsa e valevole come evento dell'UCI Europe Tour 2019 categoria 1.1, si svolse il 20 aprile 2019 su un percorso di 187,5 km, con partenza da Saint-Évarzec e arrivo a Quimper, in Francia. La vittoria fu appannaggio del francese Julien Simon, il quale completò il percorso in 4h42'02", alla media di 39,89 km/h, precedendo l'italiano Andrea Vendrame e il belga Baptiste Planckaert.
Sul traguardo di Quimper 63 ciclisti, su 115 partiti da Saint-Évarzec, portarono a termine la competizione.

## Squadre e corridori partecipanti
| N.    | Cod. | Squadra                       |
| ----- | ---- | ----------------------------- |
| 1-7   | TDE  | Total Direct Énergie          |
| 11-17 | WGG  | Wanty-Gobert Cycling Team     |
| 21-27 | ALM  | AG2R La Mondiale              |
| 31-36 | EUS  | Euskadi Basque Country-Murias |
| 41-47 | GFC  | Groupama-FDJ                  |
| 51-57 | RLY  | Rally UHC Cycling             |
| 61-67 | PCB  | Team Arkéa-Samsic             |
| 71-77 | COF  | Cofidis, Solutions Crédits    |
| 81-87 | DMP  | Delko Marseille Provence      |

| N.      | Cod. | Squadra                         |
| ------- | ---- | ------------------------------- |
| 92-97   | ANS  | Androni Giocattoli-Sidermec     |
| 101-107 | ICA  | Israel Cycling Academy          |
| 111-117 | AUB  | St Michel-Auber 93              |
| 121-127 | NRL  | Natura4Ever-Roubaix-Lille Métr. |
| 131-137 | VCB  | Vital Concept-B&B Hotels        |
| 141-147 | WVA  | Wallonie Bruxelles              |
| 151-157 | RIW  | Riwal Readynez Cycling Team     |
| 161-167 | TIS  | Tarteletto-Isorex               |

## Ordine d'arrivo (Top 10)
| Pos. | Corridore           | Squadra  | Tempo    |
| ---- | ------------------- | -------- | -------- |
| 1    | Julien Simon        | Cofidis  | 4h42'02" |
| 2    | Andrea Vendrame     | Androni  | s.t.     |
| 3    | Baptiste Planckaert | Wallonie | s.t.     |
| 4    | Frederik Backaert   | Wanty    | s.t.     |
| 5    | Guillaume Martin    | Wanty    | a 3"     |
| 6    | Benjamin Thomas     | Groupama | a 7"     |
| 7    | Óscar Rodríguez     | Euskadi  | a 11"    |
| 8    | Romain Hardy        | Arkéa    | s.t.     |
| 9    | Jonathan Hivert     | Direct   | s.t.     |
| 10   | Dorian Godon        | AG2R     | s.t.     |